# Eleição da cidade-sede dos Jogos Olímpicos de Verão de 2012
O processo de eleição da cidade-sede dos Jogos Olímpicos de Verão de 2012 contou com a inscrição de nove cidades - cinco da Europa, três da América e uma da Ásia. O Comitê Olímpico Internacional selecionou as cinco finalistas e elegeu vencedora a cidade de Londres, que foi a primeira a sediar os Jogos Olímpicos por três vezes (a capital britânica sediou os Jogos de 1908 e 1948). O processo foi considerado o mais disputado da história do COI, com várias polêmicas.
O prazo para a oficialização das candidaturas terminou em 15 de janeiro de 2004. Depois de uma avaliação técnica dos nove projetos, as cinco finalistas - Londres, Paris, Nova Iorque, Madri e Moscou - foram anunciadas em 18 de maio. As cidades de Havana, Istambul, Leipzig e Rio de Janeiro foram eliminadas. O fato de quatro das cinco finalistas serem reconhecidas capitais mundiais aumentou a competitividade da fase final.
A cidade favorita para vencer era Paris, que tinha avaliações mais positivas dos inspetores desde o início do processo, mas o lobby londrino durante a Sessão do COI foi determinante para sua eleição. Madri também estava mais bem cotada que Londres, mas não recebeu apoio suficiente sequer para chegar à final da votação.
Nos meses que se seguiram à eleição, membros da delegação francesa acusaram a delegação britânica de violar regras do COI. Os pontos-chave das acusações eram os incentivos dados a atletas e a publicidade feita pelo primeiro-ministro Tony Blair, considerados irregulares. Outras polêmicas envolveram um membro do COI acusado de corrupção e outro membro acusado de pressionar o botão errado na hora da votação. Entretanto, nenhuma das polêmicas mudou o resultado da escolha.

## Processo de eleição
O processo de eleição da cidade-sede de uma edição dos Jogos Olímpicos dura sete anos, começando com a inscrição da cidade postulante, através de seu Comitê Olímpico Nacional, e terminando com a eleição da sede, realizada durante uma Sessão do COI. O processo é regido pela Carta Olímpica, em seu quinto capítulo. Após o prazo de inscrições, as cidades postulantes respondem a um questionário com temas importantes para uma organização bem sucedida. Após um estudo detalhado dos questionários, o Comitê Executivo do COI seleciona as cidades classificadas para a fase seguinte, as candidatas oficiais. Na segunda fase, as cidades candidatas respondem a outro questionário, mais detalhado. Esses documentos são cuidadosamente estudados pela Comissão Avaliadora do COI, que também faz inspeções de quatro dias em cada uma das cidades candidatas, nas quais verifica os locais de competição planejados e conhece detalhes dos projetos. A Comissão Avaliadora divulga, cerca de um mês antes da Sessão em que vai ocorrer a votação, um relatório com as impressões do grupo. Na Sessão do COI em que ocorre a eleição, os membros ativos do Comitê Olímpico (excluindo os honorários) têm direito a um voto cada. Membros de países com cidades candidatas não podem votar enquanto estas não forem eliminadas. O processo é repetido quantas vezes for preciso até que uma candidata atinja a maioria absoluta dos votos. Se isso não acontecer na primeira rodada, a cidade com menos votos é eliminada e uma nova sessão começa. Em caso de empate no último lugar, uma rodada extra ocorre para desfazê-lo, com a vencedora se classificando para a seguinte. A cada rodada o nome da cidade eliminada é anunciado. Após o anúncio final, a cidade-sede eleita assina o "Contrato de Cidade-sede" com o COI, que delega as responsabilidades de organizar os Jogos ao país e ao seu respectivo CON.

## O processo de 2012

### Potenciais candidatas

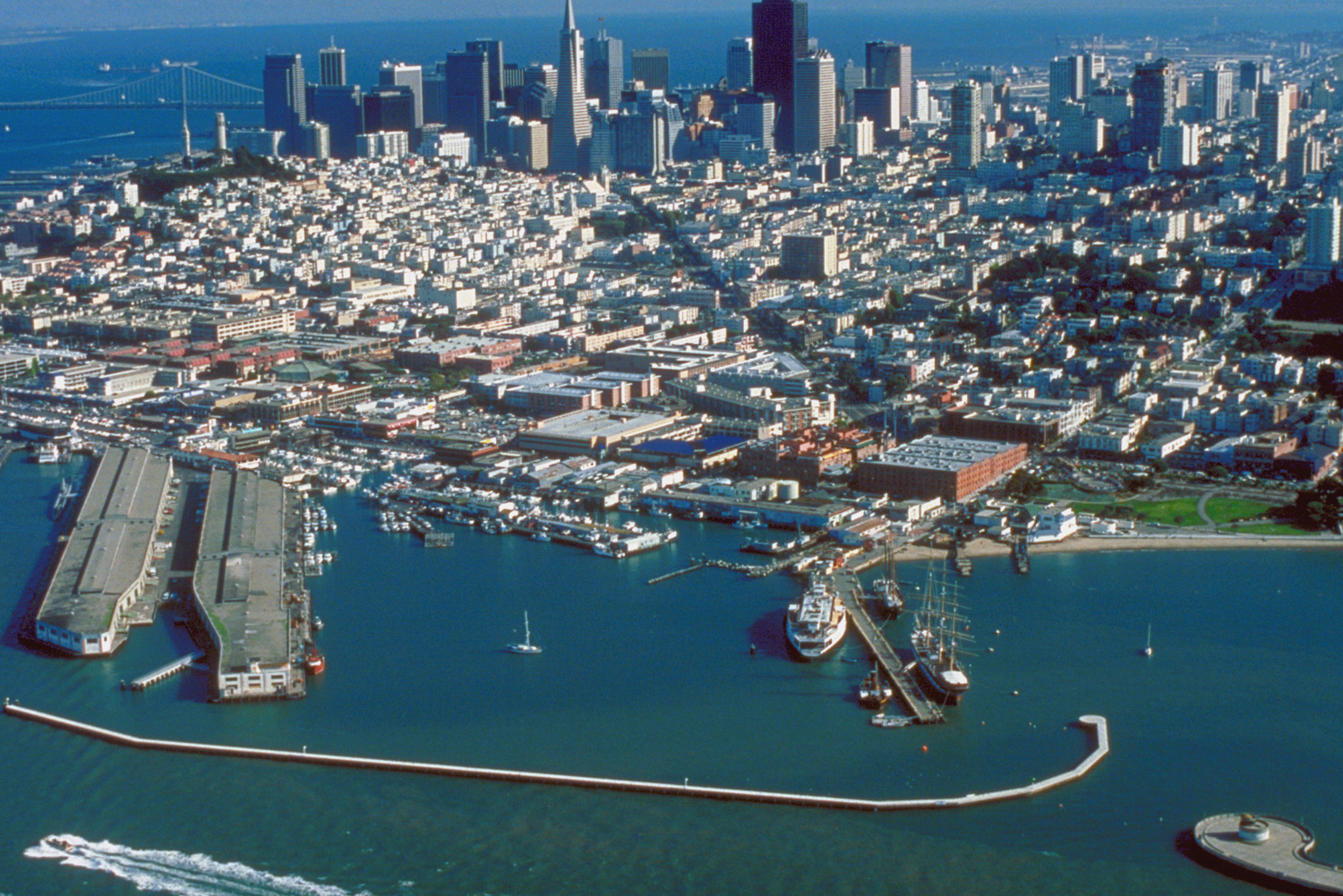
São Francisco perdeu a eleição interna nos Estados Unidos para Nova Iorque.

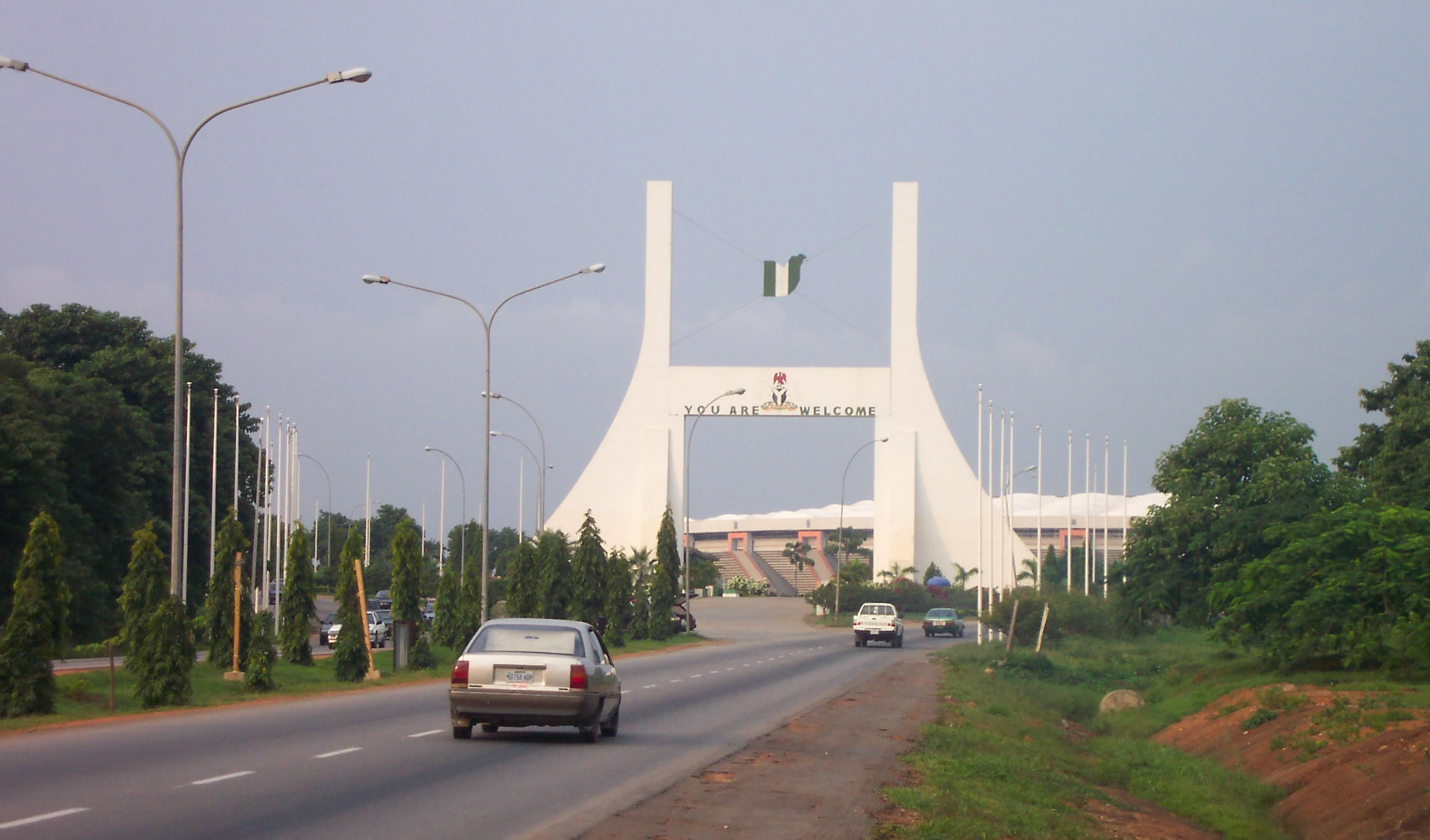
Abuja, cidade nigeriana que não oficializou sua candidatura.

Além das nove cidades que confirmaram sua inscrição, outras manifestaram interesse em participar do processo, mas não oficializaram o desejo ou não foram escolhidas internamente pelo seu CON.
- Düsseldorf, Frankfurt, Hamburgo e Stuttgart: as cidades alemãs perderam a eleição interna para Leipzig.[15]
- São Paulo: a maior cidade do Brasil foi derrotada pelo Rio de Janeiro em escolha interna do Comitê Olímpico Brasileiro.[16]
- Toronto: a maior cidade do Canadá teve sua candidatura cancelada após a escolha de Vancouver como sede dos Jogos Olímpicos de Inverno de 2010.[17]
- Copenhagen: a capital dinamarquesa não oficializou sua candidatura.[18]
- Sevilha: perdeu a eleição interna para Madri.[19]
- São Francisco, Houston, Washington, D.C., Cincinnati, Dallas, Pittsburgh, Los Angeles e Tampa: as cidades americanas perderam a eleição interna para Nova Iorque.[20]
- Budapeste: os custos estimados em 21 bilhões de dólares fizeram o governo húngaro recuar e não inscrever a cidade.[21]
- Hyderabad e Nova Déhli: as duas cidades indianas demonstraram interesse, mas não se inscreveram oficialmente.[22][23]
- Tel Aviv: a maior cidade de Israel chegou a fazer um estudo de viabilidade, mas não se inscreveu junto ao COI.[24]
- Milão e Roma: o Comitê Olímpico Italiano achou melhor postergar uma candidatura para os Jogos de 2016.[25]
- Abuja: a capital nigeriana planejou apresentar uma candidatura, mas não levou seu desejo até o fim.[26]
- Oslo: a capital norueguesa também não oficializou sua candidatura.[18]
- Estocolmo, Gotemburgo e Malmö: as cidades suecas, assim como as outras cidades escandinavas, não oficializaram as candidaturas.[18]

### Avaliação das cidades postulantes

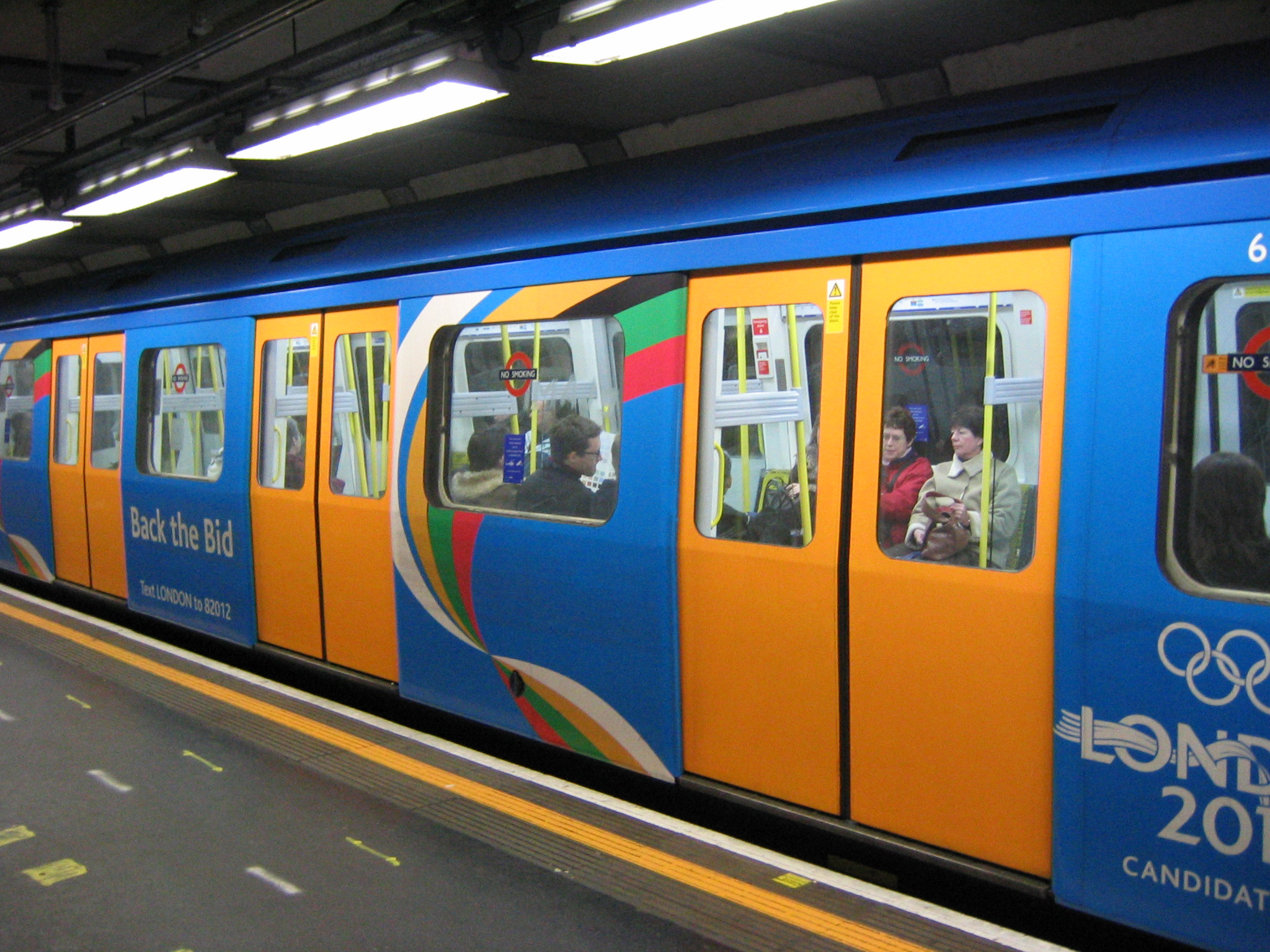
Transporte é um dos critérios de avaliação. Na imagem, composição do Metrô de Londres apoia a candidatura da cidade.

O prazo final para se candidatar a sede dos Jogos Olímpicos de Verão de 2012 foi 15 de julho de 2003. As nove cidades que se inscreveram tiveram até 15 de janeiro de 2004 para responder ao primeiro questionário. Através da análise do questionário, o COI calculou a nota de cada projeto através de uma média ponderada das notas obtidas nos onze quesitos:
| - Apoio político e social - Infraestrutura geral - Locais de competição - Vila Olímpica - Meio ambiente - Acomodações | - Transporte - Segurança - Experiências anteriores - Finanças - Legado |

Cidades com notas superiores a seis (marca definida pelo COI) são consideradas aptas a receber os Jogos. Em 18 de maio de 2004, o COI anunciou as notas dos projetos. Cinco cidades se classificaram e quatro foram eliminadas:
| Classificadas - Paris (nota 8,5) - Madri (nota 8,3) - Londres (nota 7,6) - Nova Iorque (nota 7,5) - Moscou (nota 6,5) | Eliminadas - Leipzig (nota 6,0) - Rio de Janeiro (nota 5,1) - Istambul (nota 4,8) - Havana (nota 3,7) |

As cinco finalistas tiveram assegurado o direito de usar os anéis olímpicos em seus logotipos, junto com a expressão "Candidate City" ("Cidade Candidata").

### Avaliação das cidades candidatas

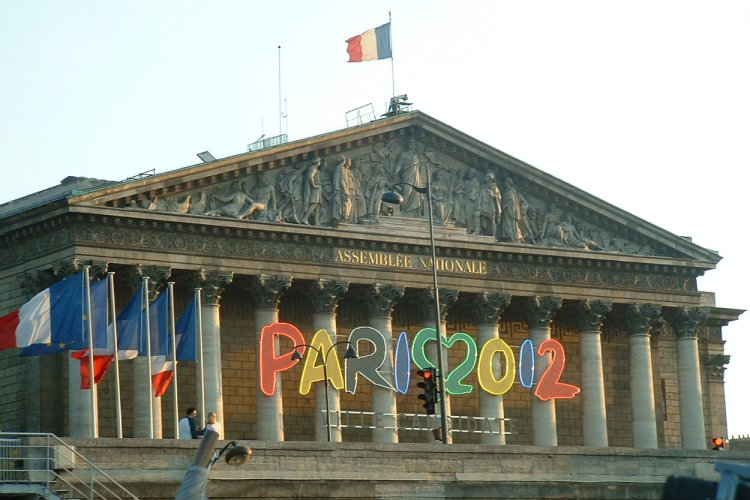
A Assembleia Nacional Francesa aderiu à causa e colocou o logo da candidatura em sua fachada.

Em 15 de novembro de 2004, todas as candidatas enviaram o documento de candidatura ao COI. Após um período de análise pelo órgão, as cidades foram visitadas pela Comissão Avaliadora, composta por doze membros e liderada pela ex-atleta marroquina Nawal El Moutawakel. As visitas, de quatro dias cada, ocorreram entre 3 de fevereiro e 17 de março.
- Madri - 3 a 6 de fevereiro
- Londres - 16 a 19 de fevereiro
- Nova Iorque - 21 a 24 de fevereiro
- Paris - 9 a 12 de março
- Moscou - 14 a 17 de março

A candidatura parisiense sofreu dois reveses durante a visita: uma série de greves e manifestações coincidiu com a presença da Comissão, ao passo que foi divulgado um relatório declarando que Guy Drut, membro do COI e um dos principais nomes da delegação de Paris, sofreria acusações de corrupção em um partido político.
Em 6 de junho de 2005, o COI divulgou os relatórios da inspeção das cinco candidatas. Ainda que não contivessem notas ou rankings, o relatório de Paris foi considerado o mais positivo, seguido de perto pelo de Londres, que obteve grandes melhorias desde a primeira avaliação, no ano anterior. Nova Iorque e Madri também obtiveram avaliações positivas, enquanto Moscou foi considerada a candidata mais fraca. No mesmo dia, a candidatura de Nova Iorque sofreu um grave infortúnio após a divulgação da notícia que o governo havia se recusado a construir o West Side Stadium, marco da candidatura. A campanha nova-iorquina apresentou um plano alternativo menos de uma semana depois, mas essa grande alteração no projeto a menos de um mês da eleição minou as chances da cidade.
Durante todo o processo, Paris era vista como a favorita, principalmente porque o projeto era o terceiro nos últimos anos (a cidade também se candidatou aos Jogos de 1992 e 2008). Londres foi vista a princípio com uma grande desvantagem em relação à cidade francesa, mas a situação começou a reverter com a escolha de Sebastian Coe para liderar a delegação, em 19 de maio de 2004. No fim de agosto de 2004, a sensação era de empate entre Londres e Paris. Nas semanas que antecederam a Sessão do COI, as duas cidades apareciam com uma incrível igualdade.

### Processo final
Veja também: 117ª Sessão do COI

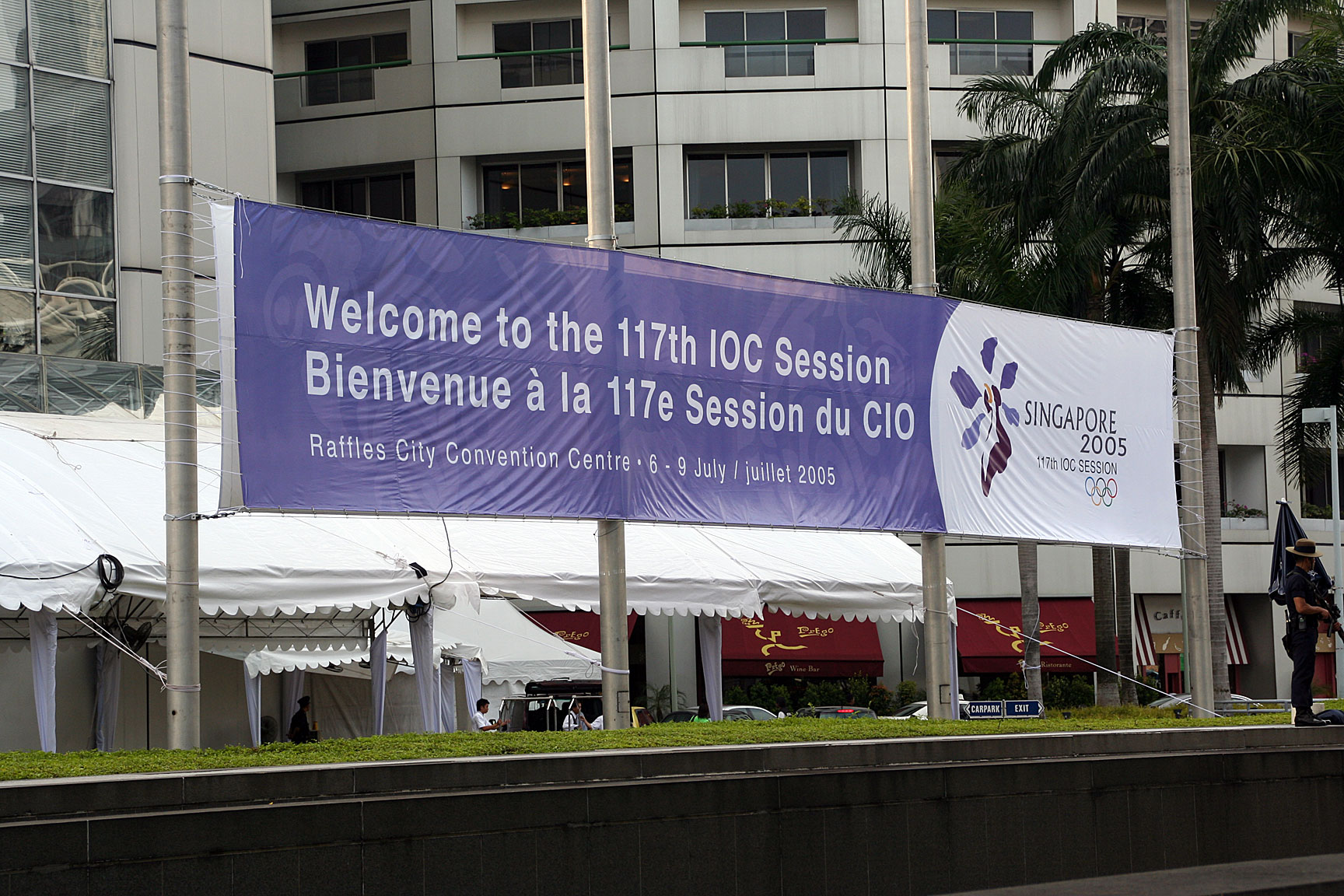
Banner na entrada do Raffles City Convention Centre dá as boas vindas aos convidados da Sessão.

A cerimônia de abertura da 117ª Sessão do COI ocorreu em 5 de julho de 2005. O primeiro-ministro de Cingapura Lee Hsien Loong foi o anfitrião e abriu oficialmente a Sessão. Música, dança e artes marciais, com o tema "Uma Voz, Um Ritmo, Um Mundo" fizeram parte da cerimônia.
Em 6 de julho, dia da eleição, a Sessão aconteceu no Raffles City Convention Centre. Foi iniciada à uma hora da manhã (UTC) com a apresentação final das cidades candidatas (uma hora para cada exposição, seguido de um encontro de meia hora com a imprensa), na seguinte ordem: Paris, Nova Iorque, Moscou, Londres e Madri. As apresentações se encerraram às nove horas com o relatório da Comissão Avaliadora, antecedendo a eleição. Dos 116 membros ativos do COI, dezessete não puderam votar na primeira rodada:
| Membros de países com cidades candidatas - Jean-Claude Killy - Henri Serandour - Anita DeFrantz - James Easton - Robert Ctvrtlik - Vitaly Smirnov - Shamil Tarpischev - Alexander Popov - Ana, Princesa Real - Craig Reedie - Phil Craven - Infanta Pilar de Espanha - Juan Antonio Samaranch Salisachs | Membros ausentes - Nikos Filaretos - Guy Drut Membro suspenso - Ivan Slavkov Presidente do COI - Jacques Rogge |

Assim, a primeira rodada foi formada por 99 votos.[carece de fontes?]
A votação eletrônica começou às 10:26 UTC, e as três primeiras eliminadas foram, pela ordem, Moscou, Nova Iorque e Madri. Após a eliminação de uma cidade, os membros do seu país ficam aptos a votar nas rodadas seguintes. Londres e Paris chegaram à final, concluída às 10:45 UTC. Pouco mais de uma hora depois, às 11:49 UTC, Londres foi formalmente declarada vencedora pelo presidente do COI, Jacques Rogge. Aproximadamente um milhão de pessoas assistiram ao vivo ao anúncio.
Após o anúncio, os resultados da votação foram divulgados: Londres obteve mais votos na primeira, na terceira e na última rodadas, enquanto Madri venceu a segunda rodada. A proximidade das candidaturas de Paris e Londres foi confirmada na final, que terminou com uma diferença de quatro votos.
| Cidade      | NOC            | 1ª rodada | 2ª rodada | 3ª rodada | 4ª rodada |
| ----------- | -------------- | --------- | --------- | --------- | --------- |
| Londres     | Reino Unido    | 22        | 27        | 39        | 54        |
| Paris       | França         | 21        | 25        | 33        | 50        |
| Madri       | Espanha        | 20        | 32        | 31        | —         |
| Nova Iorque | Estados Unidos | 19        | 16        | —         | —         |
| Moscou      | Rússia         | 15        | —         | —         | —         |

## Candidaturas finalistas

### Londres

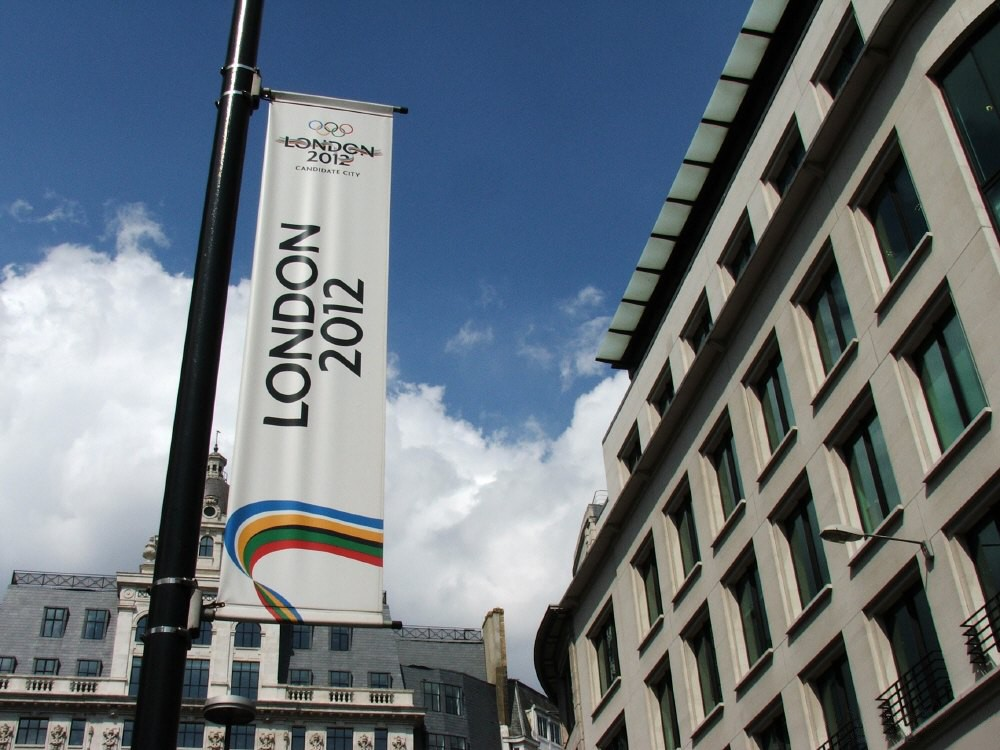
Banner da candidatura no Monumento ao Grande Incêndio de Londres.

Após Birmingham e Manchester falharem nas sucessivas tentativas de ser a sede dos Jogos de 1992, 1996 e 2000, a Associação Olímpica Britânica decidiu que Londres seria a melhor opção para buscar o objetivo de sediar os Jogos. O projeto londrino era baseado no Lower Lea Valley, que foi transformado num Parque Olímpico. O transporte público tem a capacidade de transportar 240 mil pessoas por hora. Após o encerramento dos Jogos, a área será transformada no maior parque urbano construído na Europa em mais de 150 anos, com uma área de 2 km², abrigando a sede do Instituto Médico Olímpico, um centro de reabilitação esportiva. A candidatura previa grandes melhorias no Metrô de Londres, que chegará a todos os locais de competição, e mais investimentos nos novos locais de competição da cidade. A comemoração da cidade foi manchada pelos atentados terroristas ao sistema de transportes.

### Paris

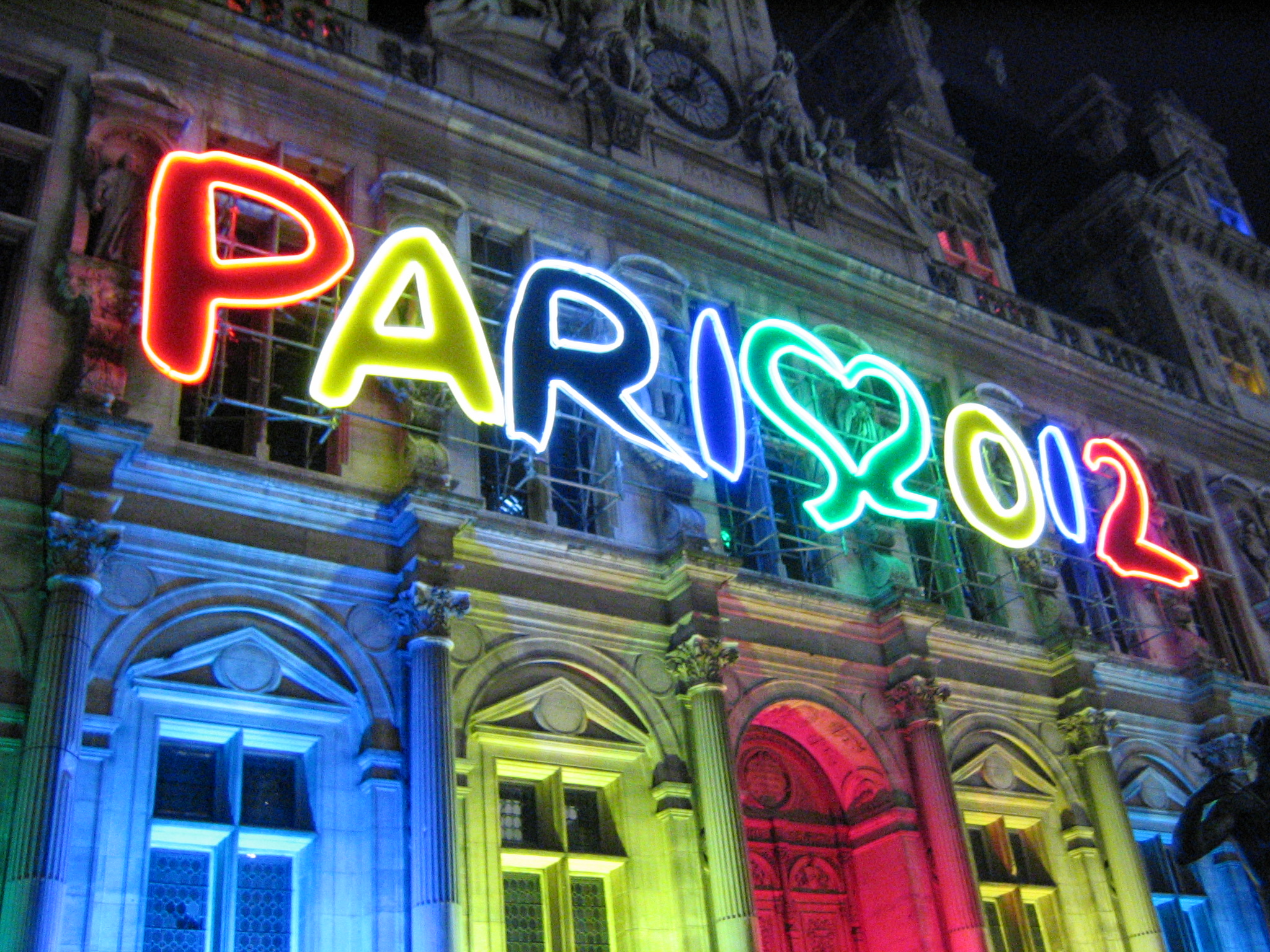
Logo da candidatura parisiense exposto na fachada do Hôtel de Ville.

O projeto de Paris previa a construção das principais instalações esportivas nas áreas norte e oeste da cidade, com a Vila Olímpica estando entre elas, a menos de 10 minutos de cada área. O documento recebeu boas notas da Comissão Avaliadora devido ao bem conservado sistema de transporte e à grande oferta de leitos no setor hoteleiro. Parisienses e franceses em geral apoiaram fortemente a candidatura. Embora uma boa parte da infraestrutura, como o Stade de France, já estivesse construída, o projeto previa a construção de locais temporários, que poderiam, após os Jogos, servir para outros fins ou mesmo ser desmontados. Contribuíram para a candidatura parisiente a sua rica cultura e a experiência em sediar grandes eventos esportivos (a cidade recebeu duas edições dos Jogos, além da final da Copa do Mundo FIFA de 1998 e o Mundial de Atletismo de 2003).

### Madri

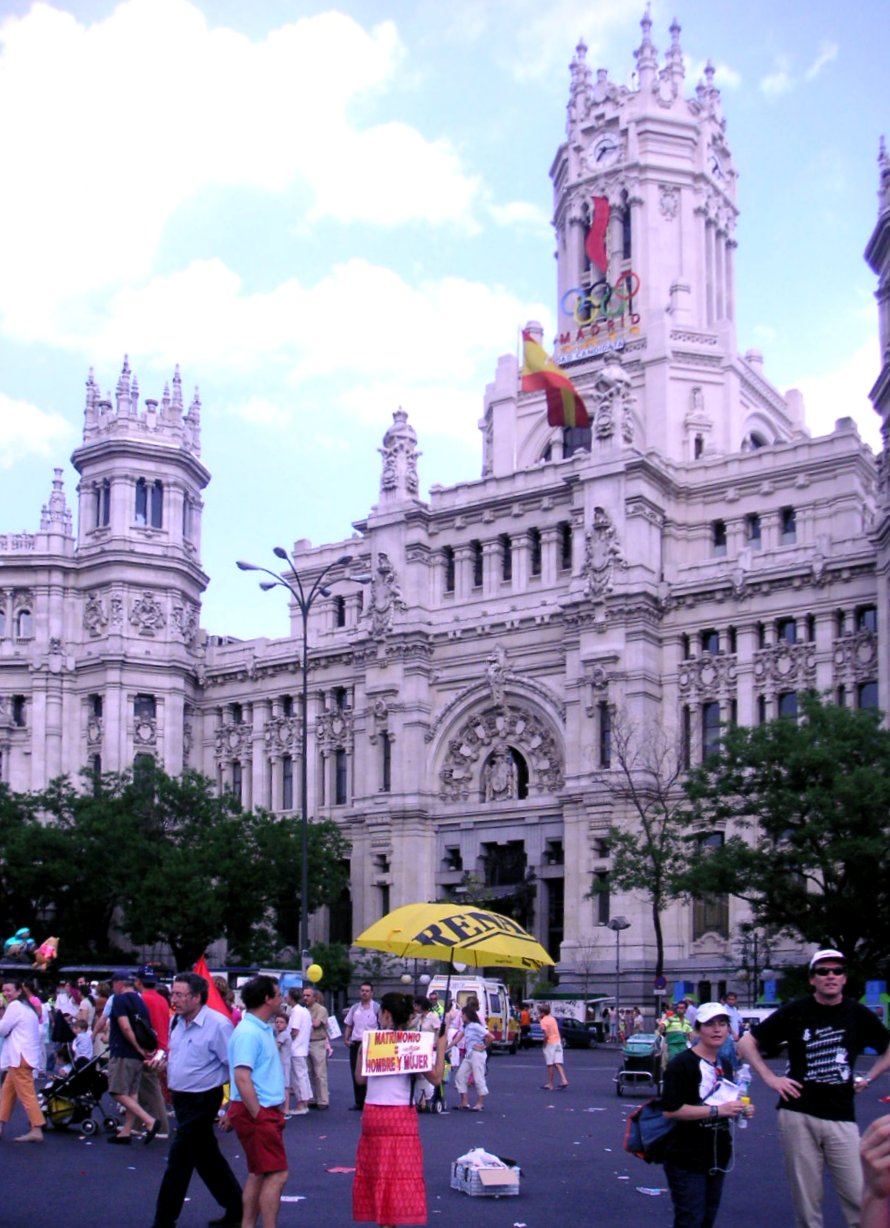
Central dos Correios de Madri ostenta a marca da campanha em seu relógio.

Em 2003, Madri derrotou Sevilha e obteve o direito de representar a Espanha no processo de eleição. O ponto forte da candidatura era a presença de todos os locais de competição concentrados em três regiões, próximas ao centro e também entre si. Instalações já existentes precisariam de pouco investimento para sediarem os Jogos, enquanto que instalações novas e permanentes proveriam um legado à cidade. Pela primeira vez na história dos Jogos, o transporte de todos os turistas seria feito inteiramente pelo serviço público. Todas as instalações e o serviço público de transporte usariam energias renováveis, tornando os Jogos de Madri "Olimpíadas Verdes". A cidade possui experiência em sediar vários eventos europeus e mundiais e campeonatos de diversas modalidades olímpicas.
Das cinco candidatas, Madri era a que tinha o maior apoio popular, inclusive com a publicidade dada pelo ex-presidente do COI Juan Antonio Samaranch, que buscou votos para a capital espanhola. Durante as últimas etapas do processo de eleição, o membro do COI Príncipe Albert de Mônaco questionou a segurança de Madri, lembrando os atentados terroristas de 2004, que mataram 191 pessoas. A delegação espanhola considerou essa declaração muito ofensiva e atribuiu a eleição de Londres a essa declaração do Príncipe. No dia seguinte à vitória, Londres sofreu ataques terroristas que mataram 52 pessoas.[carece de fontes?]

### Nova Iorque

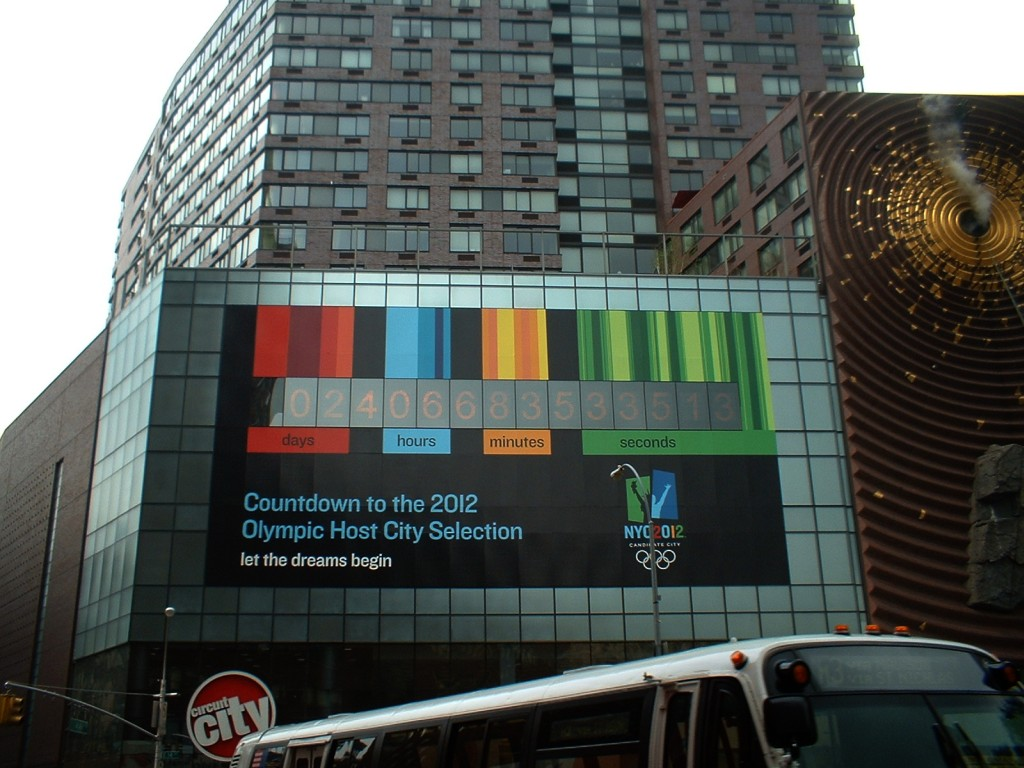
Um relógio fez a contagem regressiva para a eleição na Union Square.

Nova Iorque ganhou o processo local numa disputa contra São Francisco de forma interna. O projeto que o  "Olympic X" era o principal conceito da campanha: dois eixos paralelos passariam pelas principais instalações esportivas em Manhattan, Queens, Brooklyn e East Rutherford; a Vila Olímpica, com 8550 quartos, estaria localizada exatamente no ponto no cruzamento das duas rotas. Dentro dos complexos, locais já existentes e estavam os consagrados Madison Square Garden, o Yankee Stadium, o Central Park e o Giants Stadium, estariam próximos a novas instalações, como o Centro Atlético de Queensbridge, o Centro de Hipismo de Greenbelt e o Flushing Meadows Regatta Center.
A grande oferta de acomodações, a grande experiência em sediar grandes eventos e a capacidade da cidade de se projetar para o mundo foram vistas como os principais aspectos da candidatura, que ficou estremecida quando o Governo do Estado de Nova Iorque se recusou a apoiar a construção do West Side Stadium, a principal instalação do projeto, praticamente anulando as chances da cidade a curto prazo. O projeto foi reavivado com o anúncio da construção de um novo estádio, que serviria para as cerimônias e para os eventos de atletismo. A cidade jamais foi considerada como favorita, e suas chances diminuíram ainda mais com a escolha de Vancouver para sediar os Jogos Olímpicos de Inverno de 2010, já que seria pouco provável a escolha de duas cidades cidades das Américas para sediarem os Jogos em curto prazo.

### Moscou

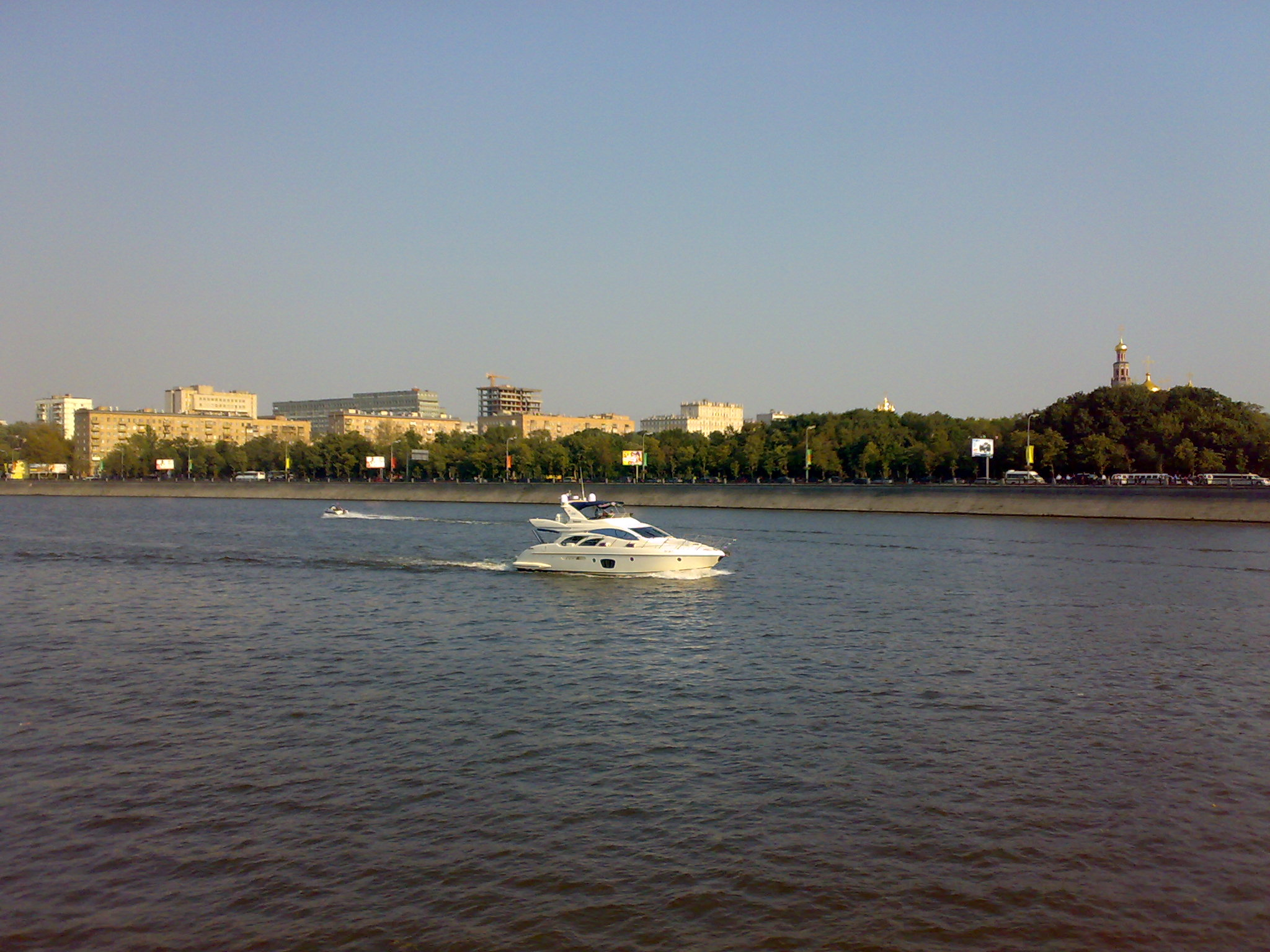
Rio Moscou, em torno do qual seriam construídas instalações esportivas e a Vila Olímpica.

O projeto de Moscou para sediar os Jogos de 2012, era baseado como no legado deixado pelos Jogos Olímpicos de Verão de 1980. Todas as competições seriam realizadas no entorno da cidade e nas proximidades do Rio Moscou, tornando essa edição a "mais compacta da história dos Jogos", segundo o chefe da delegação, Valery Shantsev.
As sedes existentes seriam totalmente reformadas e novas instalações seriam construídas e testadas a tempo de receber os Jogos. O centro do projeto estava na nova Vila Olímpica, que seria construída próximo ao rio. Apesar do grande apoio popular e da experiência em eventos anteriores, Moscou sofreu com a falta de acomodações e um sistema de transporte defasado, algo que não seria suficente em atender as demandas durante o período dos Jogos.

## Polêmicas

### Publicidade da candidatura de Londres
Em dezembro de 2003, o então primeiro-ministro britânico Tony Blair falou sobre a candidatura de Londres num café da manhã promovido por ele durante um encontro na Nigéria. Blair falou que o legado positivo deixado pelos Jogos da Commonwealth de 2002, realizados em Manchester, ajudaria o projeto londrino. Uma vez que o COI proíbe publicidade internacional antes do fim da primeira fase do processo de escolha, foi solicitado ao líder britânico que desse explicações sobre essa suposta violação. O chefe da Federação dos Jogos da Commonwealth, membros da Associação Olímpica Britânica e do governo britânico negaram qualquer violação do código de ética do COI, insistindo que os comentários de Blair foram tirados de contexto, já que ele não tinha nenhuma intenção em promover a candidatura britânica. Contudo, para prevenir futuros confrontos, o barrister Michael Beloff foi nomeado comissário de ética da delegação dois meses depois.

### Escândalo de corrupção envolvendo Ivan Slavkov
Em 4 de agosto de 2004, o programa Panorama, da BBC, apresentou o resultado de uma investigação na qual repórteres da emissora se passaram por consultores de uma empresa fictícia, a New London Ventures, que supostamente representava interessados em levar os Jogos de 2012 para Londres. A investigação demonstrou como agentes do COI poderiam assegurar votos de certos membros para a candidatura londrina, em troca de favores ou dinheiro. A equipe filmou secretamente os encontros com um desses agentes, Goran Takac, que os apresentou a Ivan Slavkov, membro do COI e presidente do Comitê Olímpico da Bulgária. Slavkov se declarou aberto a negociações, uma vez que não havia decidido seu voto na eleição de julho de 2005. Takac mencionou que a posição de Slavkov no COI dava a ele uma vantagem para transgredir as rígidas regras acerca de encontros com outros membros.
Nos dias que se sucederam à apresentação do programa, a Comissão de Ética do COI abriu inquérito para investigar suas acusações. Ainda que o Panorama afirmasse que a candidatura de Londres estava associada à investigação, membros da delegação afirmaram categoricamente que não tinham nenhuma relação com o escândalo. Sebastian Coe, chefe da delegação, assegurou que a candidatura estava totalmente de acordo com a ética e com as normas do processo. Depois de assistir ao documentário, membros do COI isentaram a candidatura de qualquer responsabilidade.
Dias depois, o COI suspendeu provisoriamente Ivan Slavkov e o proibiu de ir aos Jogos Olímpicos de Verão de 2004. Jacques Rogge afirmou estar aborrecido com as pessoas que não respeitam as regras e disse que, enquanto fosse presidente do COI, haveria tolerância zero a comportamentos antiéticos. Um relatório da Comissão de Ética do COI, divulgado em 25 de outubro de 2004, condenou Slavkov e comprovou a veracidade da investigação da BBC.
Sabendo da acusação, Slavkov alegou que havia participado da reunião com o objetivo de tentar enquadrar os supostos corruptores, mas o relatório da Comissão de Ética afastou essa possibilidade. O documento afirmou ainda que Slavkov não tinha autorização para "encontrar as verdadeiras raízes da corrupção", e que apenas buscou vantagens financeiras dos serviços de Takac. O relatório concluiu que a atitude de Slavkov manchou a reputação do COI e do Movimento Olímpico. Em 7 de julho de 2005, durante a 117ª Sessão do COI, Ivan Slavkov foi suspenso por 84 votos a 12.

### Comentários antidesportivos de Jacques Chirac
O então presidente da França Jacques Chirac se tornou o pivô de uma polêmica no dia anterior à votação. Chirac fez comentários sobre a culinária britânica, dizendo que, na Europa, só não era pior que a finlandesa e que a única contribuição do Reino Unido para a agricultura na Europa foi a doença da vaca louca. Os comentários foram considerados altamente antidesportivos, uma vez que a ética impede críticas a cidades concorrentes, além do que dois membros do COI com direito a voto eram finlandeses. A pouca diferença no final da votação entre Paris e Londres fazem crer que os comentários de Chirac puderam ter um peso político.

### Reclamações francesas após a votação
A delegação parisiense, liderada por Bertrand Delanoë, argumentou que Tony Blair e a delegação britânica haviam quebrado as regras do COI. A polêmica girou em torno da iniciativa britânica de oferecer incentivos a atletas, incluindo traslados até a cidade,cobertura de gastos relativos a  alimentação e estadia,além de incentivos financeiros para algumas delegações. Imediatamente após a revelação da existência dos incentivos, Londres os abandonou, muito por conta das crescentes preocupações de Jacques Rogge com uma possível "guerra de candidaturas". Paris também argumentou que o lobby de Tony Blair era ilegal, uma acusação fortemente negada pela delegação britânica. Em 4 de agosto, Jacques Rogge declarou que a competição havia sido justa, de acordo com as regras. Os comentários de Delanoë foram questionados por líderes de partidos políticos da França, que criticaram o fato de elas terem sido feitas sem provas.
Ainda antes da eleição, as tensões entre as delegações britânica e francesa cresceram. Os representantes da candidatura de Paris se queixaram dos consultores da candidatura de Londres, Jim Sloman e Rod Sheard após estes terem declarado que o Stade de France não era adequado para a disputa do atletismo, um ato que vai de encontro às regras do COI, que são estritamente rígidas a críticas entre as candidatas. A equipe de Londres imediatamente negou que os dois homens fizessem parte da delegação naquele momento, e reforçaram que suas opiniões não refletiam a visão da delegação.

### Suposto erro durante a votação
Em 23 de dezembro de 2005, Alex Gilady, israelense membro do COI e da Comissão Coordenadora de Londres 2012 do COI, indagou que Madri deveria ter empatado na penúltima rodada da votação, mas isso não aconteceu devido ao grego Lambis Nikolaou, que teria pressionado o botão errado na hora de votar. Posteriormente, ele declarou que se o empate tivesse acontecido, Madri teria derrotado Paris no desempate (supostamente, com votos vindo de eleitores de Londres) e, na final, derrotaria Londres (com votos vindos de eleitores de Paris). Entretanto, Craig Reedie, britânico membro do COI, minimizou o caso, declarando que era uma situação de muitos "se".
No final de 2005, Lambis Nikolaou negou que houvesse errado, dizendo que todas as especulações envolvendo seu voto eram infundadas, até porque ele não havia votado nesta rodada. Essa afirmação foi confirmada pelos números da votação do COI, que demonstraram que, mesmo que Nikolaou tivesse votado em Madri, a cidade não conseguiria votos suficientes para não ser eliminada.